# Herb Łomianek
Herb Łomianek – jeden z symboli miasta Łomianki i gminy Łomianki w postaci herbu.

## Wygląd i symbolika
Herb przedstawia na wiśniowej tarczy dwie skrzyżowane strzały, przechodzące przez pierścień koronny. Poniżej kotwica. Korona jest w kolorze złotym, natomiast strzały i kotwica w kolorze srebrnym.
Herb nawiązuje do rodziny de Poths herbu Trójstrzał – właścicieli okolicznych dóbr. Kotwica nawiązuje do działań Grupy AK Kampinos w rejonie Łomianek w 1944 oraz do wyzwolenia Warszawy przez oddziały 1 Armii Wojska Polskiego w styczniu 1945.

## Historia

Stary herb Łomianek (1991-2009)

14 marca 1991 uchwałą Nr VIII/40/91 Rady Miejskiej w Łomiankach ustanowiono pierwszy herb miasta i gminy. Pomysłodawcą herbu był Wojciech Zwoniarski (radny rady miejskiej w kadencji 1990–1994 i przewodniczący rady miejskiej w kadencji 1994–1998). Autorem projektu był Janusz Gołębiowski, artysta plastyk, absolwent ASP w Warszawie.
Herb przedstawiał na wiśniowej tarczy skrzyżowane dwie srebrne strzały przechodzące przez złoty pierścień korony, pod którymi krzyżują się srebrna szabla i lanca kawalerii, na której zawieszony był proporzec w barwach narodowych. W górnej krawędzi tarczy herbowej umieszczony był srebrny ryngraf ze stylizowaną literą "Ł". Kontury obu tarcz otaczała czarna obwódka. Herb ten nie był konsultowany z Komisją Heraldyczną MSWiA, a w rezultacie niezgodny był z zasadami heraldyki i weksylologii. Komisja zakwestionowała pewne elementy herbu takie jak forma tarczy herbowej, majuskuła Ł czy kotwica, która w swojej formie nie mogła symbolizować ani Grupy Kampinos ani 1 Armii Wojska Polskiego. 
W roku 2007 w czasie prac nad poprawkami w Statucie Miasta i Gminy Łomianki jednym z czynników decydujących o jego nieprzyjęciu był wymóg opisu herbu zgodnego z wymogami ustawowymi, których dotychczasowy herb nie spełniał. Poprawiony herb został zatwierdzony w liście z MSWiA z 4 grudnia 2008 r. 3 kwietnia 2009 na sesji Rada Miejska zatwierdziła nowe symbole gminy: herb, flagę, sztandar i łańcuch burmistrza. 7 maja 2009 r. w Dzienniku Urzędowym Województwa Mazowieckiego nr 65 z 2009 r. poz. 1767 przyjęto nowe symbole miasta i gminy.